# Allobates brunneus
Allobates brunneus (Cope, 1887) è un anfibio anuro appartenente alla famiglia degli Aromobatidi.

## Etimologia
L'epiteto specifico, dal latino "brunneus", «bruno», è stato dato in riferimento alla sua livrea.

## Distribuzione e habitat
Questa specie si trova in Brasile, nel bacino amazzonico, dall'imboccatura verso il sud dell'Amazonas e del Mato Grosso; nell'estremo nord-est della Bolivia.
Morales  ha attribuito le popolazioni a nord ad altre specie.